# Christopher Tye
Christopher Tye (kolem 1505 Cambridge – před 1573) byl anglický varhaník a renesanční hudební skladatel. Studoval na univerzitě v Cambridge a stal se sbormistrem katedrály v Ely. Později byl také učitelem hudby Eduarda VI. Skládal chorální i komorní hudbu a jeho současníci si ho jako hudebníka cenili. Za svého života však tiskem publikoval jedinou skladbu, zhudebněné Skutky apoštolů (Acts of the Apostles). Když obdržel svěcení, přestal skládat hudbu. Svou kariéru završil jako rektor farnosti v Doddingtonu v Cambridgeshire.